# League of Legends (eSport)
L'eSport League of Legends est la compétition professionnelle du jeu vidéo d'Arène de bataille en ligne multijoueur League of Legends. Il est développé et publié par Riot Games et est sorti en 2009.
Les tournois professionnels ont commencé en 2011 avec le Championnat du monde de League of Legends à la DreamHack à Jönköping en Suède. Le dernier championnat majeur s'est déroulé en 2023.

## Tournois
League of Legends représente une des plus grandes scènes de l'eSport avec des championnats mondiaux annuels. En termes d'eSport, en juin 2016, League of Legends cumulait 29 203 916$ de distribué aux participants, 4 083 joueurs et 1 718 tournois, comparé aux 64 397 286$ distribués, 1 495 joueurs et 613 tournois de Dota 2.

### Championnat du monde

#### Saisons 1 à 3
Le Championnat du monde de League of Legends se déroulait en juin 2011 à la DreamHack, en Suède et récompensait à hauteur de 100 000$ les 3 premières équipes. L'équipe Européenne Fnatic a vaincu les autres équipes Européennes, Américaines, et d'Asie du Sud-Est, arrivant donc en première place et remportant ainsi 50 000$. Lors de l'évènement, il y a eu un total de 1,6 million de spectateurs, et un pic à plus de 210 000 spectateurs simultanés lors d'un match de demi-finale. Après la Saison 1, Riot Games annonce que 5 000 000$ seront versés lors de la Saison 2. Sur ce montant, 2 millions de dollars iront à leurs partenaires, notamment l'IGN ProLeague et d'autres associations eSport majeures. 2 millions de dollars seraient dédiés aux qualifications, et au championnat. Le dernier million serait reversé aux petits organisateurs ayant postulé pour héberger les tournois de League of Legends.
Après une suite de problèmes de réseau durant la série éliminatoire de la Saison 2, qui a conduit à de nombreux retards sur certains matchs, Riot révèle le 13 octobre 2012 qu'un client spécial permettant de jouer sur un réseau local (LAN) a été développé rapidement, uniquement dans le cadre de tournois pour éviter que ces derniers soient impactés par les effets du lag et autres soucis de réseau qui pourraient entraver le bon déroulement d'un tel évènement.
Le client LAN a été déployé pour la première fois lors des premiers quarts de final, des demi-finales qui ont suivi les matchs replanifiés, et a été utilisé lors des matchs de finale.
Le 13 octobre 2012, les Taipei Assassins (TPA) de Taïwan ont triomphé sur les Azubu Frost de Corée du Sud lors des finales, avec un score de 3-1, et ont amassé le prix d'1 million de dollars.
En octobre 2013, l'équipe sud-coréenne SK Telecom T1 et l'équipe Chinoise Royal Club s'affrontent lors du Championnat mondial de la Saison 3, au Staples Center à Los Angeles, SK Telecom T1 remporte le grand prix d'1 million de dollars, et Royal Club remporte 250 000$
Le 11 juin 2013, Riot Games annonce que le Services de citoyenneté et d'immigration des États-Unis reconnaît les joueurs professionnels de League of Legends en tant qu'athlètes professionnels et que les démarches pour obtenir un visa de travail leur seraient simplifiées. Ces changements rendent le fait de rester jusqu'à 5 ans aux États-Unis possible pour les joueurs professionnels. Malgré ces réformes, certains joueurs rencontrent toujours des soucis pour rentrer aux États-Unis,.

#### 2014 à 2016
L'orfèvre Thomas Lyte a été chargé de fabriquer le trophée du vainqueur des matchs de 2014 après avoir créé celui du tournoi de la Saison 2. Riot Games, qui détient League of Legends, commande la Coupe de l'Invocateur et a spécifié qu'elle devrait peser 70 livres (≈ 31,75 kg). Cependant, le poids fut réduit car il était trop difficile de soulever la coupe pour célébrer la victoire.
Le tournoi de 2013 avait un prix de 1 million de dollars, et a attiré 32 millions de spectateurs en ligne.
Ceux de 2014 et 2015 ont chacun donné l'une des plus grosses cagnottes de l'histoire de l'eSport, avec 2,3 millions de dollars.[réf. nécessaire]
Le prix du championnat de 2016 avait une cagnotte dépassant 5 millions de dollars, dont 2 millions allaient à l'équipe gagnante. En octobre 2015, SK Telecom T1 devient la première équipe à être double champion du monde, quand ils ont vaincu l'équipe sud-coréenne KOO Tigers avec un score de 3-1 à Berlin, en Allemagne,. SK Telecom T1 a répété son exploit en octobre 2016, en battant l'équipe Samsung Galaxy lors du championnat de 2016. Le championnat de 2016 était le premier à mettre en place un système de "Contribution"; un certain pourcentage des bénéfices produits par les achats effectués les mois qui précédaient le championnat, allait dans cagnotte du tournoi, augmentant ainsi les prix pour les 16 équipes participantes.

#### 2017 à 2020
Le tournoi de 2017, hébergé en Chine, avait une cagnotte d'environ 5 millions de dollars.
Riot a encore une fois décidé en 2017 de prendre les profits générés par les ventes de cosmétique sur le jeu pour augmenter la cagnotte,.
La cagnotte était initialement de 2,25 millions de dollars, mais le skin Ashe du Championnat s'est très bien vendu. 25 % des bénéfices générés par ce skin sont allés vers la cagnotte.
24 équipes se sont affrontées jusqu'à ce que SK Telecom T1 et Samsung Galaxy étaient les 2 dernières équipes. Samsung Galaxy a gagné de manière dominante, avec un score de 3-0 contre SK Telecom T1 stade national de Pékin (surnommé le Nid d'Oiseau), remportant ainsi 1,8 million de dollars.
Le tournoi de 2018, hébergé en Corée du Sud, était la chance pour Riot de continuer à dépasser les entendements. Comme d'habitude, Riot prenait 12,5% des bénéfices générés par le skin Kha'Zix du Championnat et les skin de balises pour augmenter la cagnotte. Et 12,5% de ces mêmes bénéfices iraient pour chacune des équipes qui participaient au tournoi. La cagnotte dépassait les 5 millions de dollars de l'année passée, et atteint 6,5 millions de dollars cette année. La finale se déroulait Stade Munhak à Incheon en Corée du Sud, lors de laquelle Fnatic jouait contre Invictus Gaming, ces derniers gagneront 3-0, et remporteront 2,4 millions de dollars. Ce fut la première victoire de l'équipe Invictus Gaming, et également la première fois qu'une équipe chinoise remporte un championnat.
Le tournoi de 2019, hébergé en Europe, fut remporté par FunPlus Phoenix, une équipe fondée en 2017, et gagnera 3-0 contre G2 Esports, une équipe européenne à l'AccorHotel Arena à Paris, en France. FunPlus Phoenix remportera 800 000 dollars de la cagnotte grâce à cette victoire,.
Le tournoi de 2020 commence le 25 septembre en Chine, sans spectateurs, et la finale s'est déroulée au Stade de football de Pudong le 31 octobre. Ce sont les champions de la LCK Damwon Gaming qui vont battre les Chinois de Suning.

#### 2021-2023
Le tournoi de 2021 a commencé le 5 octobre à Reykjavik, durant lequel chacune des parties fut jouée hors-ligne, sans audience à cause de la pandémie de COVID-19. C'est l'équipe chinoise Edward Gaming qui va l'emporter 3-2 face au champion du monde Damwon Gaming.
Les Worlds 2022 se dérouleront aux États-Unis et seront marqués par la remontée impressionnante de DRX, seed 4 coréen, qui va battre T1 en finale.

### Mid-Season Invitational
Le Mid-Season Invitational (MSI) est un tournoi annuel de League of Legends hébergé par Riot Games depuis 2015. Il est le deuxième tournoi international de League of Legends le plus important,.

### Championship Series
Le 7 février 2013, Riot Games créa la League of Legends Championship Series (LCS) en Europe et en Amérique du Nord. Une saison consiste en deux segments, lesquels sont séparés en séries éliminatoires. Les meilleures équipes de chaque région avancent au championnat du monde à la fin de la saison.
Fin 2018, les European League of Legends Championship Series (EU LCS) ont été renommés League of Legends European Championship (LEC). La North American League of Legends Championship Series (NA LCS) a également supprimé "North American" de son nom et a été renommée simplement League Championship Series avant la saison 2021 . Des ligues équivalentes, gérées par Riot et des éditeurs locaux, existent également dans d'autres régions telles que la Pro League (LPL) en Chine par Tencent, Champions Korea (LCK) en Corée du Sud, les Pacific Championship Series (PCS) à Taiwan/Hong Kong/ Macao/Asie du Sud-Est et les Vietnam Championship Series (VCS) de Garena, le Campeonato Brasileiro (CBLOL) au Brésil, la Continental League (LCL) dans la Communauté des États indépendants, la Japan League (LJL), la Liga Latinoamérica (LLA) en Amérique latine, la Turkish Championship League (TCL) en Turquie et le Circuit Oceania (LCO) par ESL Australia et Guinevere Capital.